# 大地讃頌
「大地讃頌」（だいちさんしょう）は、1962年（昭和37年）に、大木惇夫の作詞、佐藤眞の作曲により書かれた、「混声合唱とオーケストラのためのカンタータ『土の歌』」の終曲。「大地賛頌」と書かれることもあるが誤りである。
日本の学校教育の現場では、卒業式等で歌われる定番曲として広く知られる。

## 概要
本来は、前述のように『土の歌』を構成する楽章の一つであるが、この曲のみ単独で歌われる機会も多く、現在では中学校の合唱コンクールや卒業式などでも歌われている。1980年代はじめに出版された『新しい私たちの合唱曲集』（教育芸術社）においてすでに単独収録が行われており、その後もさまざまな出版社の楽譜に収められている。
作曲者自らの手による吹奏楽伴奏版、女声合唱とピアノ版、男声合唱とピアノ版の3種類が存在する。
さらに、男声版には、音楽之友社『新版 男子音楽』に載っている1989年版と、カワイ出版『リーダーシャッツ21 男声合唱篇』発行にあたって再編曲された2005年版、カワイ出版『男声合唱のためのカンタータ「土の歌」』に載っている2009年版の3版が存在する。主な違いとしては、2005年版・2009年版ではテノール1・2にハミングが加わること、また低音域での密集配置を抑制していることが挙げられる。さらに、2009年版ではテノール1が主旋律より高い対旋律を歌い、テノール2が主旋律を歌う箇所がある。『リーダーシャッツ21 男声合唱篇』には「今後男声合唱とピアノによる演奏では、この編曲版のみを使用していただきたい」という断り書きがある。
楽譜では最初Grandioso「おおらかに」と指示があるが、途中からMaestoso「荘厳に、堂々と」も出てくる。
ピアノ伴奏もほぼすべて和音で進行していき、ある程度の音量も必要とするため、小さな手の人の伴奏としては難しい部類になる。
1982年以後高等学校の、1984年以後中学校の音楽教科書に繰り返し掲載され続けている。

## PE'Zの「大地讃頌」
日本のジャズバンドPE'Zは、「大地讃頌」のジャズ・アレンジ版を作り、東芝EMIから2003年11月19日に同曲を表題曲とするシングルを、同年12月10日に同曲を収録したアルバム『極月-KIWAMARI ZUKI-』を発売した。これに対し、作曲・編曲者の佐藤眞は、編曲権及び同一性保持権を侵害しているとしてCDの販売停止を求め、2004年2月18日に東京地方裁判所に仮処分命令を申し立てた。
PE'Zが佐藤の主張を認めたこともあり、東芝EMIは本件について最終的に訴訟の場で争うことを断念し、同曲が収録されたシングル「大地讃頌」とアルバム『極月-KIWAMARI ZUKI-』のCDを自主的に出荷停止。レンタルCDも回収。この措置により、裁判は和解した。
のちに同アルバムは、「大地讃頌」を「A Night in Tunisia 〜チュニジアの夜〜」（それまでのアルバムに未収録の楽曲）に差し替え、2004年に再発売された。
東芝EMIでも当時導入され始めていたコピーコントロールCDでの発売ではなく、CD EXTRA仕様での発売となっており、「ヴァーチャル Realive 2003 〜武士はおどらナイトそんそん〜」という映像が収録されている。出荷停止となっているが、他に収録されないままであるためこのCDでしか観ることができない。
PE'Z公式サイトのディスコグラフィーでは、このシングルについて触れられていない。

### シングルの収録曲
全曲ヴォーカル無しのインスト楽曲であるが、歌詞カードに「大地讃頌」の歌詞が書かれている。
1. 大地讃頌（作曲：佐藤眞 / 編曲：PE'Z）
  - MVも制作された（丹修一監督作品）。しかしどのMV集にも収録されないまま、現在も商品化されていない。
2. A Night in Tunisia 〜チュニジアの夜〜（作曲：JOHN GILLESPIE・FRANK PAPARELLI / 編曲：PE'Z）
3. Please come here（作曲：ヒイズミマサユ機 / 編曲：PE'Z）
  - 東レ「エクセーヌ」CM曲
  - しばらくアルバム未収録の状態が続いたが、2006年のベスト・アルバム『PE'Z BEST 1ST STAGE「藍」』に収録された。
4. 大地讃頌（Radio Edit）（作曲：佐藤眞 / 編曲：PE'Z）